# Mise en place
Nella cucina francese, la mise en place consiste nel preparare e organizzare tutti gli ingredienti e gli utensili da cucina necessari per preparare un pasto. Questo metodo garantisce che tutto sia in ordine prima di iniziare la cottura e semplifica la pulizia successiva. La mise en place semplifica la preparazione e solitamente prevede di misurare, tagliare, sbucciare e affettare gli ingredienti in anticipo. Organizzando tutti gli utensili e le forniture necessarie per cucinare, la mise en place aiuta a strutturare le attività in cucina, a risparmiare tempo ed evitare disordine.  ( CFR.https://www.lecreuset.ca/fr_CA/lexique/Mise+en+Place.html)
Espressione spesso utilizzata erroneamente in Italia per indicare l'apparecchiatura della tavola, il cui termine corretto in francese è 'dresser la table' (cfr https://translate.google.it/?sl=fr&tl=it&text=dresser%20la%20table&op=translate). Purtroppo tale uso improprio ed errato è entrato nell'uso comune a causa del suo sistematico utilizzo da parte di alcuni cuochi italiani che evidentemente non ne conoscono il vero significato.
L

## Componenti
La mise en place prevede la predisposizione su di un tavolo di servizio o consolle dei seguenti pezzi:

### Stoviglie
- piatti
- fondine, tazze da consommé
- piattini
- ciotoline
- sciacquadita

### Biancheria
- tovaglie
- tovagliette o coprimacchia
- tovaglioli
- salviette di servizio

### Posate
- coltelli
- forchette
- cucchiai
- cucchiaini da dessert

### Bicchieri
- per acqua
- per vino rosso
- per vino bianco
- per dessert
- da spumante o aperitivo

### Accessori da tavola (o menàges)
- saliera e pepiera
- oliera e acetiera
- zuccheriera
- bottigliette per salse
- formaggiera
- porta stuzzicadenti

### Accessori di servizio
- scaldavivande e scaldapiatti (o réchaud)
- vassoi
- carta dei vini e menù
- brocche per l'acqua
- straccio o spugna umidi
- fiammiferi o accendino
- blocco per le comande
- apribottiglie (cavatappi)